# Eduard Haug (Politiker)
Eduard Haug (* 20. Juni 1856 in Widdern; † 31. August 1932 in Schaffhausen, Schweiz) war ein deutsch-schweizerischer Lehrer und Politiker.

## Leben
Als Sohn eines Stadtpfarrers geboren, studierte Haug nach dem Besuch des Seminars in Urach Theologie am Stift in Tübingen. Während seines Studiums wurde er 1874 Mitglied der Tübinger Königsgesellschaft Roigel. Nach seinem Studium war er Vikar in Reinsberg und Schnait. Später wurde er Theologie-Lehrer am Privatlehrerseminar in Reutlingen. Ab 1882 unterrichtete er Deutsch, Philosophie und Hebräisch am Gymnasium in Schaffhausen, dessen Prorektor er ab 1919 und dessen Rektor er von 1924 bis 1930 war. Er engagierte sich ab 1899 in der städtischen Theaterkommission.
1901 erhielt er das Ehrenbürgerrecht von Stadt und Kanton Schaffhausen für seine Inszenierung des Zentenarfestspiels von Arnold Ott. 1901 wurde er Mitglied im Grütliverein. Er wurde Präsident der Arbeiterunion und Mitglied der Sozialdemokratischen Partei der Schweiz. 1908 wurde er Mitglied, später Präsident des Grossen Rats. In den 1920er Jahren war er hauptverantwortlich für die Einführung eines neuen Schulgesetzes. 1926 wurde er Ehrendoktor (Dr. phil. h. c.) der Universität Zürich. Er veröffentlichte mehrere Schriften, unter anderem über Schaffhausen. 1930 wurde er pensioniert.

## Veröffentlichungen
- Aus dem Lavater'schen Kreise, 2 Bde., 1894–97.
- Arnold Ott, 1924.